# Piazza di Santa Maria Maggiore
Piazza di Santa Maria Maggiore  è uno slargo del centro storico di Firenze, a cui si può accedere da via de' Vecchietti, via de' Cerretani, via Teatina, via dei Boni e dal vicolo di santa Maria Maggiore.

## Storia e descrizione
Si fa fatica oggi a percepire la piazza nello slargo antistante la chiesa di Santa Maria Maggiore, tra le ampliate vie dei Cerretani e Vecchietti, ma nella città antica essa era più chiaramente definita.
La situazione attuale si configurò tra il 1860-1864, con l'allargamento dell'asse via dei Cerretani-via Panzani, e il 1892-1895, con la demolizione del lato sud (in particolare delle case dei Del Beccuto) e l'ampliamento di via dei Vecchietti. Si trovava alla cantonata con via de' Vecchietti un tabernacolo, che fu smantellato e rimontato, negli anni, 1950, in zona Careggi, all'angolo tra il viale Pieraccini e via delle Oblate. Perduti appaiono tuttavia la tettoia, lo sportello, l'immagine contenuta e il cartiglio alla base con l'iscrizione «PALMA FLORENS UNIVERSORUM / SALUS ET TUTELA / POTENS».
Oltre alla chiesa e al suo campanile (che alcuni ipotizzano sia sorto su una torre della cinta muraria romana), si affacciano sulla piazza il palazzo delle Cento Finestre (n. 1), il palazzo Grocco e uno spigolo di palazzo Orlandini del Beccuto; affacciato sulla piazza ma appartenente all numerazione di via Cerretani è il palazzo dell'Hotel Laurus.

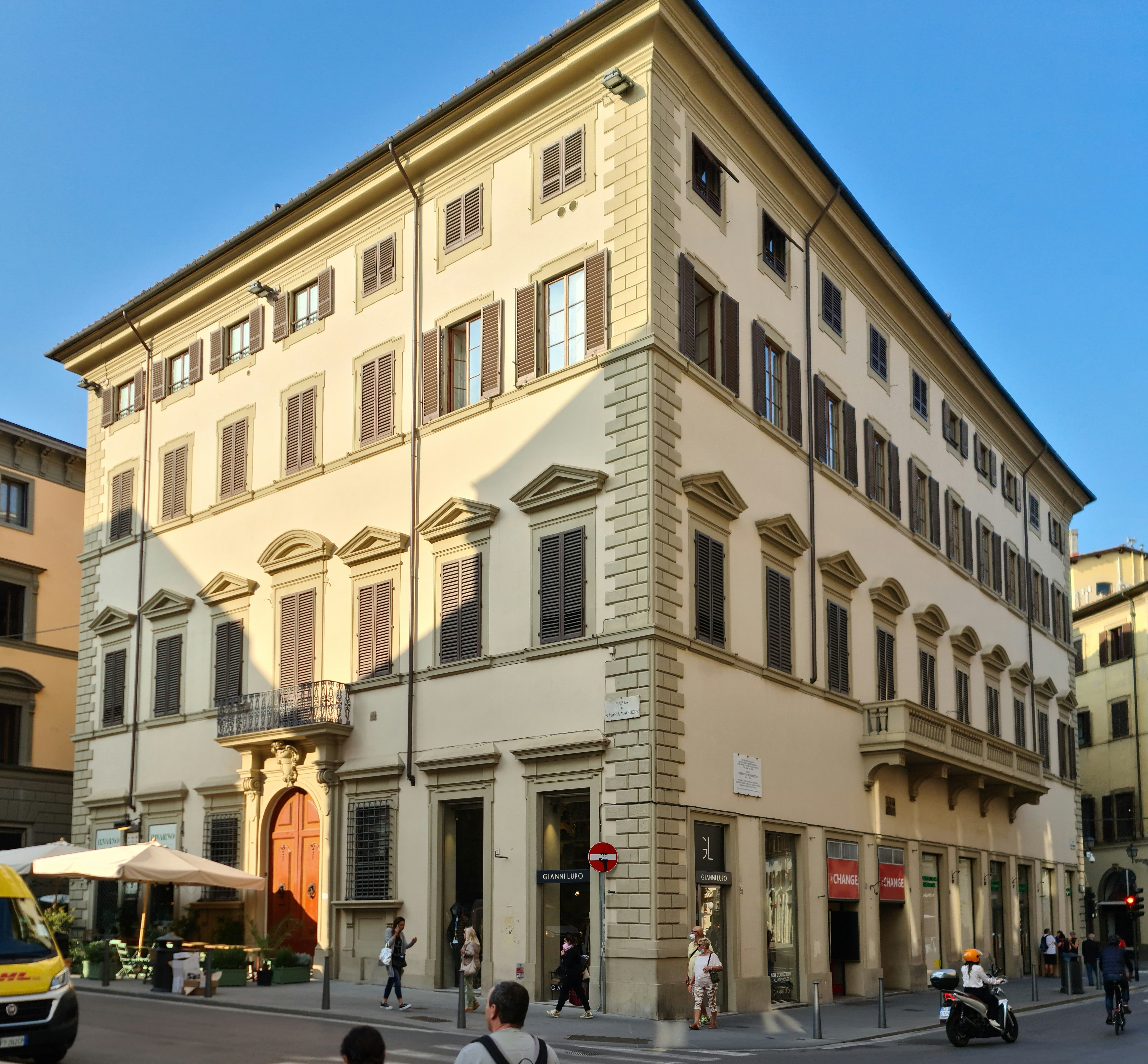
Palazzo delle Cento Finestre
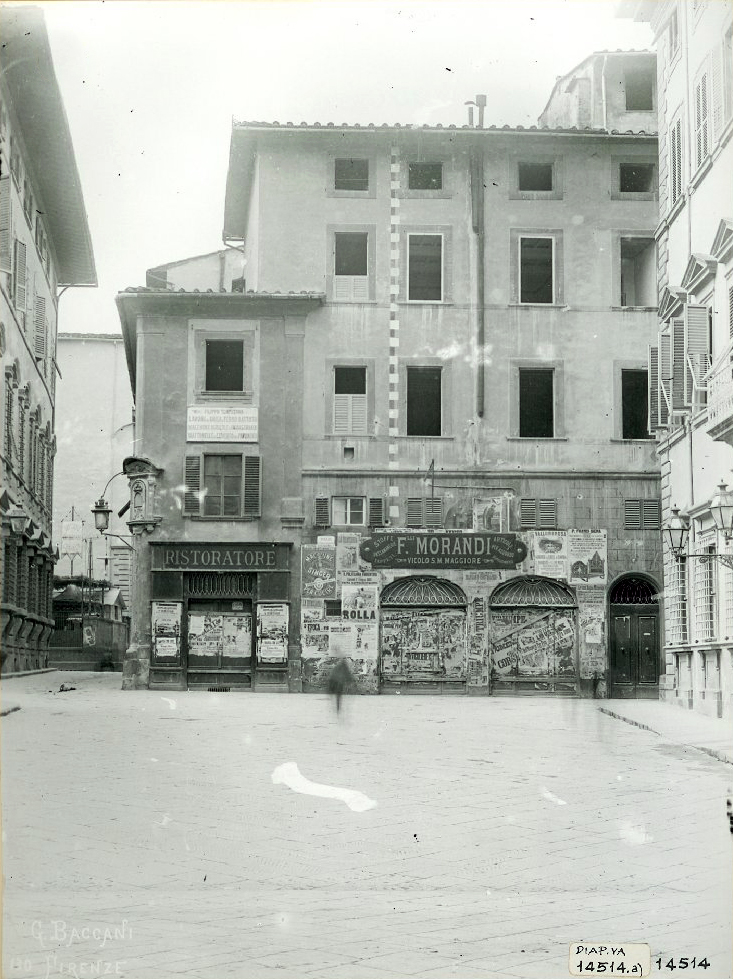
Le case del Beccuto prima della demolizione
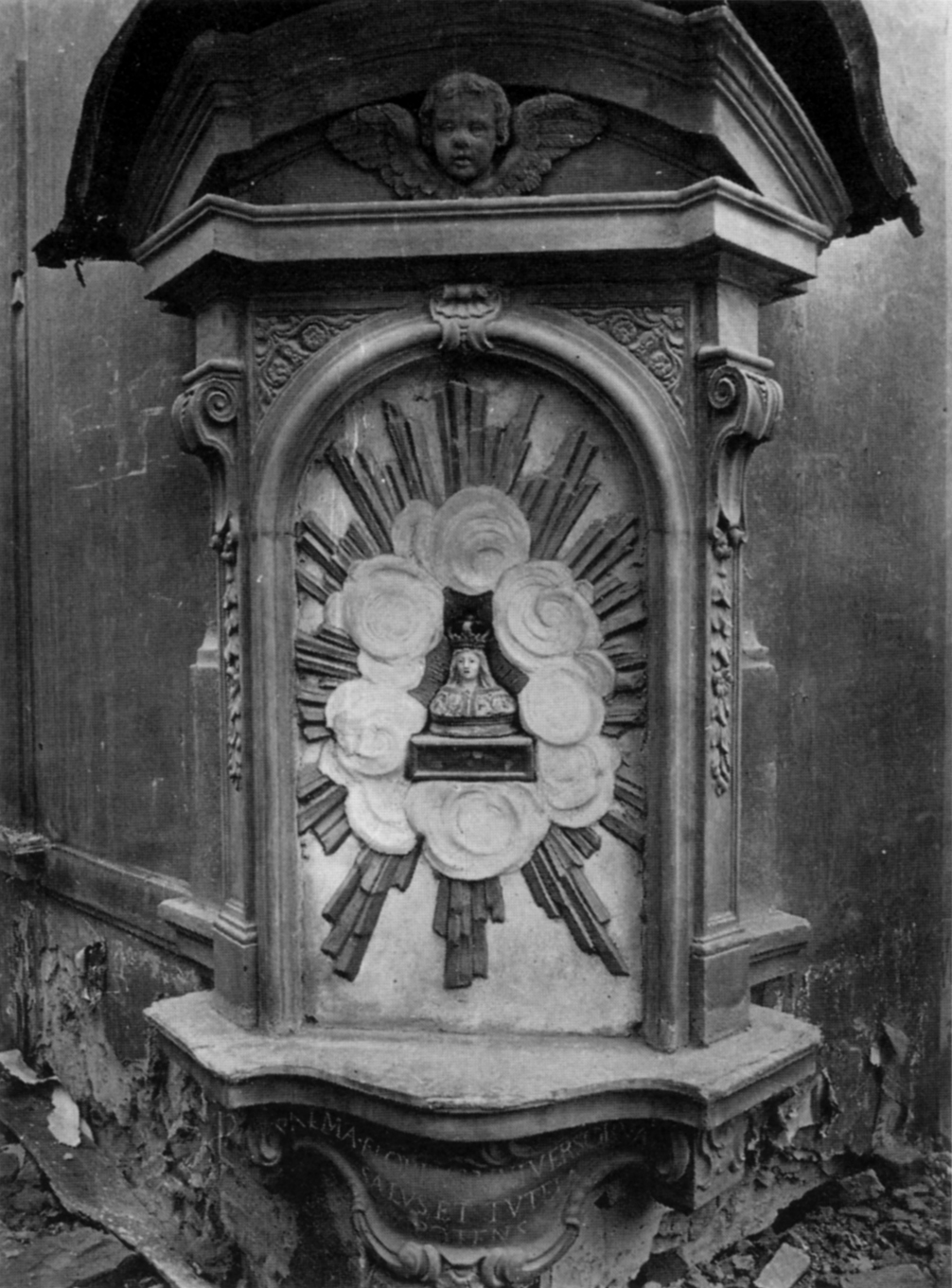
Tabernacolo sulle case del Beccuto
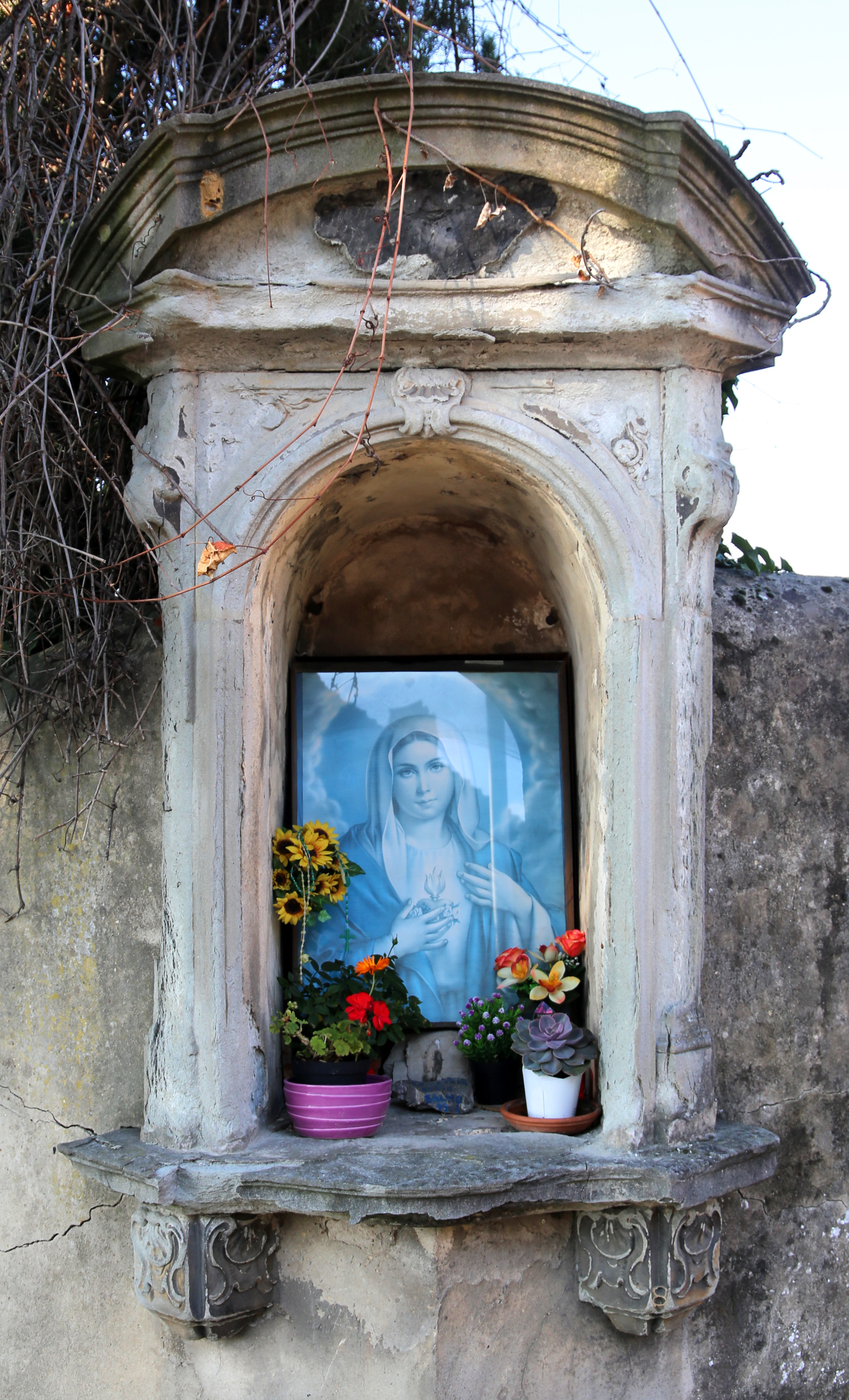
Il tabernacolo oggi a Careggi

### Vicolo di Santa Maria Maggiore
Il vicolo di Santa Maria Maggiore, sul lato sud della chiesa, dà accesso al chiostro, dove si accede alla canonica della chiesa e ad alcuni embienti che contengono tra l'altro un ristorante (dove fu la Scuola elementare Antonio Meucci e Davanzati). Anticamente il vicolo comprendeva, secondo alcune mappe, anche il tratto ovest dove si ricollega alle vie dei Boni e Teatina, mentre a est si prolungava internamente fino alla piazza dei Cavallari.
All'inizio del vicolo si nota una placca in pietra serena, completamente abrasa, ma che conteneva una lapide con un bando dei Signori Otto di Guardia e Balia trascritto dal Bigazzi:
| I SIGNORI OTTO HANNO PROIBITO OGNI SORTA DI BRV TTVRA IN QVESTA VIA, ET PIAZZA PER DEBITA RIVERENTI A DELLA CHIESA. |

Sul campanile di Santa Maria Maggiore si trova un'iscrizione frammentaria col nome della «Berta», vicino a una testa marmorea oggi su via Cerretani, ma anticamente collocato più in alto, sulla cella campanaria demolita nel 1630. La testa, che forse è un frammento di una statua romana, viene legata a due tradizioni che hanno come oggetto una donna del popolo chiamata appunto Berta. La prima vuole che fosse una cavolaia che donò una campana alla chiesa, detta la Trecca, la seconda che fosse il frutto di una maledizione lanciata dallo stregone Cecco d'Ascoli, che aveva pietrificato il sagrestano che l'aveva ingiuriato.